# Giuseppe Bogliani
Giuseppe Bogliani (Torino, 1805 – Torino, 1881) è stato uno scultore italiano.
Fu allievo di Bertel Thorvaldsen e «osservatore dei principi estetici della scuola canoviana». Fu professore di scultura all'Accademia di Torino.
Tra le sue opere:
- San Carlo Borromeo[3] e San Giovanni Battista[4], Chiesa della Gran Madre di Dio di Torino
- Statua votiva della Madonna su colonna nel piazzale del Santuario della Consolata a Torino (eseguita nel 1836 con Ferdinando Caronesi per un voto fatto dalla città durante l'epidemia di colera del 1835)[5]
- Statua di Pietro Micca, erma in bronzo[1], Museo Pietro Micca, Torino (1837)
- Ritratto del re Carlo Alberto (1843)[2]
- Amore e Psiche (1845)[2]
- Busto di Pio IX (1847)[2]
- Statue dei quattro evangelisti, sulla facciata della chiesa di San Massimo a Torino[6]

Inoltre eseguì numerosi lavori funebri per il cimitero di Torino.
Alcune opere si trovano al Museo del Risorgimento e all'Accademia Albertina di Torino (tra cui un Priamo che supplica Achille).